# Tellina vernalis
Tellina vernalis is een tweekleppigensoort uit de familie van de Tellinidae. De wetenschappelijke naam van de soort is voor het eerst geldig gepubliceerd in 1844 door Hanley.